# Saxtorp
Saxtorp är kyrkby i Saxtorps socken i Landskrona kommun i Skåne, belägen 10 km sydost om centralorten Landskrona. Statistiska centralbyrån klassade Saxtorp som småort 1990-2005 och orten växte ihop med tätorten Saxtorpsskogen 2010.

## Historia
Orten har uppstått vid ett broställe för Saxån. Här gick Rikstvåan mellan Malmö och Göteborg, föregångare till nuvarande motorvägen E6 som byggdes på 60-talet och går genom de västliga delarna av Saxtorp.  
Här var platsen för Saxtorps Grand Prix, en 14,5 km lång bana på landsvägarna söder om Saxtorp. Här kördes det som idag kallas road-racing, då TT (Tourist Trophy, tävling med motorcyklar på väg eller bana) på 1930-talet. Med start vid Saxtorps kyrka kördes 9 tävlingar under åren 1930-1939. Förare från 13 olika nationer kunde vid flera tillfällen mötas inför upp till 150 000 åskådare. 
Den 6 augusti 1939 kördes den sista tävlingen, andra världskriget satte stopp för verksamheten som inte återupptogs. Under senare år[när?] har ett flertal motocrosstävlingar, även VM-tävlingar, körts på denna plats.

### Befolkningsutveckling

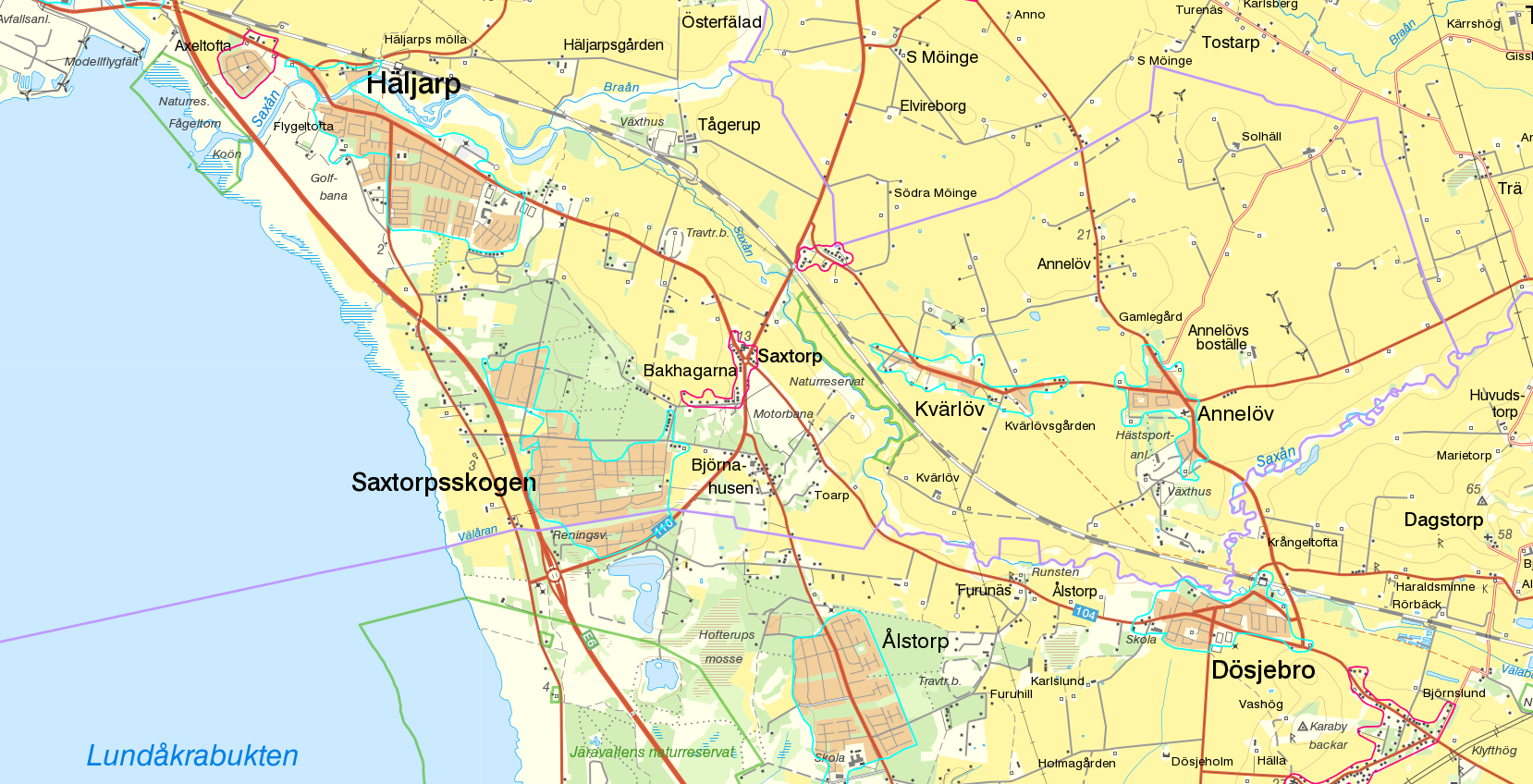
Den av Statistiska centralbyrån avgränsade småorten Saxtorp, med gränserna från småortsavgränsningen 2005 i rosa. Tätorter 2005 i ljusblå färg.

| Befolkningsutvecklingen i Saxtorp 1990–2005              | Befolkningsutvecklingen i Saxtorp 1990–2005 | Befolkningsutvecklingen i Saxtorp 1990–2005 | Befolkningsutvecklingen i Saxtorp 1990–2005 | Befolkningsutvecklingen i Saxtorp 1990–2005 |
| -------------------------------------------------------- | ------------------------------------------- | ------------------------------------------- | ------------------------------------------- | ------------------------------------------- |
|                                                          |                                             |                                             |                                             |                                             |
| År                                                       |                                             |                                             | Folkmängd                                   | Areal (ha)                                  |
| 1990                                                     | 1990                                        |                                             | 63                                          | 11#                                         |
| 1995                                                     | 1995                                        |                                             | 58                                          | 12#                                         |
| 2000                                                     | 2000                                        |                                             | 69                                          | 12#                                         |
| 2005                                                     | 2005                                        |                                             | 76                                          | 13#                                         |
| Anm.: Sammanvuxen med Saxtorpsskogen 2010. # Som småort. |                                             |                                             |                                             |                                             |